# Scathophaga scropharia
Scathophaga scropharia är en tvåvingeart som först beskrevs av Fabricius 1805.  Scathophaga scropharia ingår i släktet Scathophaga och familjen lövflugor. Inga underarter finns listade i Catalogue of Life.